# Rudolf Polland
Rudolf Polland (* 11. August 1876 in Wien; † 23. Mai 1952 in Graz) war ein österreichischer Dermatologe und Hochschullehrer. 

## Leben
Polland wurde im Sommer 1901 in Wien promoviert und war von März 1904 bis September 1920 Assistent an der Hautklinik Graz. Nachdem er sich im Juli 1908 in Wien für Dermatologie und Syphilidologie habilitiert hatte, hatte er bis 1938 einen Lehrauftrag, zunächst als Privatdozent. 1914 wurde er zum  titulierten außerordentlichen Professor ernannt, 1919 zum außerordentlichen Professor (Dermatologie und Syphilis), im Oktober 1939 zum außerplanmäßigen Professor und im Mai 1940 zum ordentlichen Professor.
Am 21. September 1915 heiratete Polland, Regimentsarzt in Evidenz, in der Evangelischen Heilandskirche Margarete Cuno, Tochter eines Vorstandsmitglieds der Allgemeinen Handels- und Gewerbebank Graz.
Im Oktober 1916 wurde dem im k. u. k. klinischen Reservespital wirkenden Arzt das Ehrenkreuz II. Klasse als Ehrenzeichen für Verdienste um das Rote Kreuz verliehen. Noch Ende des Jahres wurde Tochter Herta geboren. Am 25. Juni 1919 führte Polland, engagierter Amateurfotograf und Vortragender von Diapositiv-gestützten Reiseberichten, als langjähriges Mitglied des Vereins für Höhlenkunde in Graz den Vorsitz im Komitee zur Gründung der Sektion Steiermark des Vereins für Höhlenkunde in Österreich.
Im Juli 1920 kam Polland für einige Zeit in den Mittelpunkt öffentlichen Interesses durch einen Geschworenenprozess gegen den Geistlichen Johannes Ude (1874–1965), der den Arzt in der Streitschrift Universitätsprofessor und Bordellbesitzer bezichtigte, sich am 6. Dezember 1919 an der Seite eines Freudenhausbetreibers im Sinne der Volksgesundheit gegen die Abschaffung von Bordellen gestellt zu haben. Der Freispruch Udes führte aufseiten der Landesorganisation der Ärzte zu einer Entrüstungskundgebung gegen den in einem Verein zur Bekämpfung der öffentlichen Unsittlichkeit tätigen Geistlichen, der seinerseits diese Aktion insbesondere mit der Gegenschrift Die Kulturschande Europas vor dem Schwurgericht erwiderte.
Im Jänner 1924 war er Gründungsmitglied der Grazer Gesellschaft für Rassenhygiene (1928 dem Arbeitsbund für österreichische Familienkunde eingegliedert). Mit einem Vortrag in Wien regte er die 1925 erfolgte Gründung der Wiener Gesellschaft für Rassenhygiene an. Er wurde auch Mitglied der Grazer Arbeitsstelle des Arbeitsbundes für österreichische Familienkunde. In uneigennützigster, hingebungsvollster Weise kämpfte er für die höchsten Ideale der Menschheit, wurde er in den Vereinsnachrichten gewürdigt. Ab 1928 war er Förderer der Nationalsozialistischen Gesellschaft für Deutsche Kultur.
Nach dem Anschluss Österreichs an das nationalsozialistische Deutsche Reich trat er zum 1. Mai 1938 in die NSDAP ein (Mitgliedsnummer 6.289.258). Im Oktober 1938 wurde er Vorstand des Instituts für Erblehre und Rassenhygiene an der Medizinischen Fakultät der Universität Graz und erhielt dort 1939 einen Lehrauftrag für Rassenhygiene. Er betätigte sich als Richter am Erbgesundheitsobergericht und als Gutachter für das Sippenamt.

## Schriften
- Die venerischen Erkrankungen, ihre Folgen und ihre Verhütung. Deuticke, Leipzig (u. a.) 1907, OBV.
- Rasse und Kultur (1/2). In: Neues Grazer Tagblatt, Erste Morgenausgabe, Nr. 62/1923 (XXXIII. Jahrgang), 6. Februar 1923, S. 1 ff. (online bei ANNO).
  - Rasse und Kultur (2/2). In: Neues Grazer Tagblatt, Erste Morgenausgabe, Nr. 66/1923 (XXXIII. Jahrgang), 8. Februar 1923, S. 1 ff. (online bei ANNO).
- Kleine Schriften (enthält Schriften zwischen 1905 und 1925). Perles (u. a.), Wien 1925, OBV.
- Rassenfrage und Rassenhygiene. Fragen und Antworten zur Vererbungslehre. Pennale Burschenschaft der Ostmark, Wien 1940, OBV.
- Die Rassenhygiene im medizinischen Unterricht. Antrittsvorlesung von Professor Dr. R(udolf) Polland, Graz. In: Wiener Medizinische Wochenschrift, Jahrgang 1939, 26. August 1939, Nr. 34/1939 (LXXXIX. Jahrgang), S. 875–878 (online bei ANNO).